# Haparanda
Haparanda (finsky Haaparanta, v překladu osika + břeh řeky) je město v severním Švédsku v kraji Norrbotten. Leží vedle finského města Tornio. Haparanda má 6 700 obyvatel (údaj z roku 2018).

## Historie města

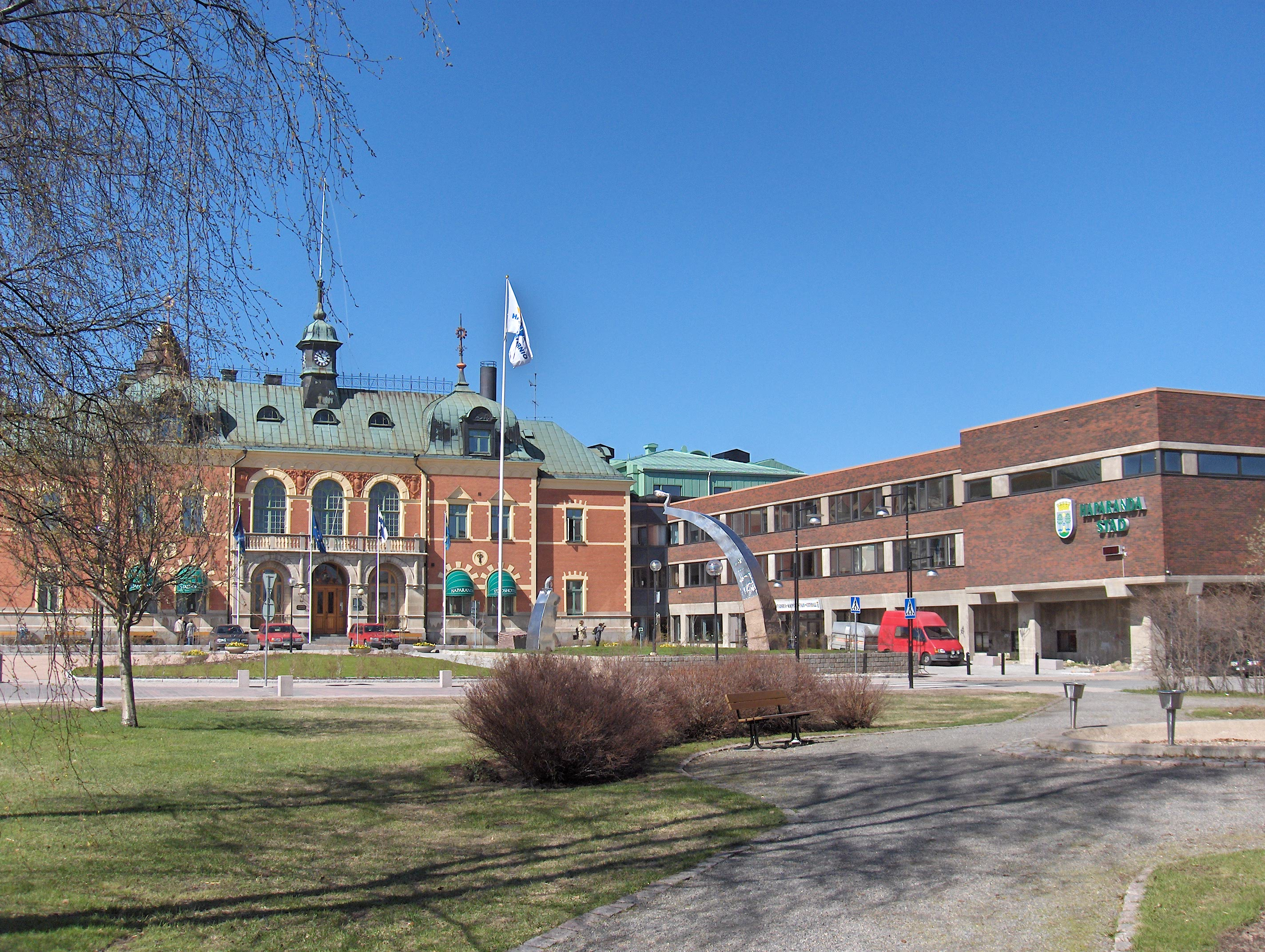
Hotel Haparanda (vlevo) a městská radnice (vpravo)

Když po Finské válce v roce 1809 Švédsko odstoupilo Finsko Rusku, hranice byly vytvořeny podél řek Tornio a Muonio. Město Tornio, na ostrově Suensaari v deltě řeky se stalo částí Finského velkovévodství v Ruském impériu tak, jak vyžadoval car Alexandr I. V té době v Torniu převládali švédsky mluvící obchodníci a řemeslníci, tvořící švédskojazyčný ostrov ve finsky mluvící oblasti. Po válce mnoho Švédů začalo budovat malou vesnici Haparanda těsně za hranicemi, čímž se Tornio stalo jednojazyčně finským městem. Haparanda se stala obchodním městem (köping) v roce 1821 a v roce 1842 jí byl udělen status města.
Na začátku 20. století měla Haparanda navzdory své malé velikosti velký obchodní a politický vliv díky své poloze v deltě řeky Tornio a na severním okraji Botnického zálivu. Dřevo a kožešiny z celé severní Skandinávie a Ruska se do zbytku světa vyvážely odtud přes Baltské moře. Expedice do Arktidy a Antarktidy v 19. a 20. století používaly kožešiny od rodiny Hermansonů, jejíž obchod dosud, avšak zavřený, v Haparandě stojí.

## Vliv státní hranice

Pomník v Haparandě připomínající finské děti zachráněné přesunem do Švédska během druhé světové války. Budovy vpravo jsou součástí finského města Tornio

Vztahy mezi sousedícími městy byly vždy přátelské. Většina obyvatel Haparandy mluví oběma jazyky – finsky i švédsky. Dnes jsou obě města vzájemně blízce propojena jak ekonomicky, tak sociálně – tvoří přeshraniční konurbaci zvanou "EuroCity". Protože Švédsko a Finsko jsou v jiném časovém pásmu, Haparanda je hodinu pozadu za finským Torniem. To umožňuje unikátní podívanou během oslav příchodu nového roku, kdy lidé nový rok vítají dvakrát. Od roku 2005 se města též označují jako "Haparanda-Tornio" ve Švédsku a "Tornio-Haparanda" ve Finsku.
Haparanda má svou vlastní železniční stanici, která slouží jak pro nákladní, tak i osobní dopravu. Staniční budovy jsou využívány místním klubem pro mládež nebo též pro občasné koncerty. Součástí stanice jsou také celní stanice a stanice hraniční kontroly. Tato železnice též byla jedinou cestou mezi Ruskem a Německem během první světové války a během té druhé se tudy zachránily desetitisíce finských dětí útěkem do Švédska.

## Železniční trať

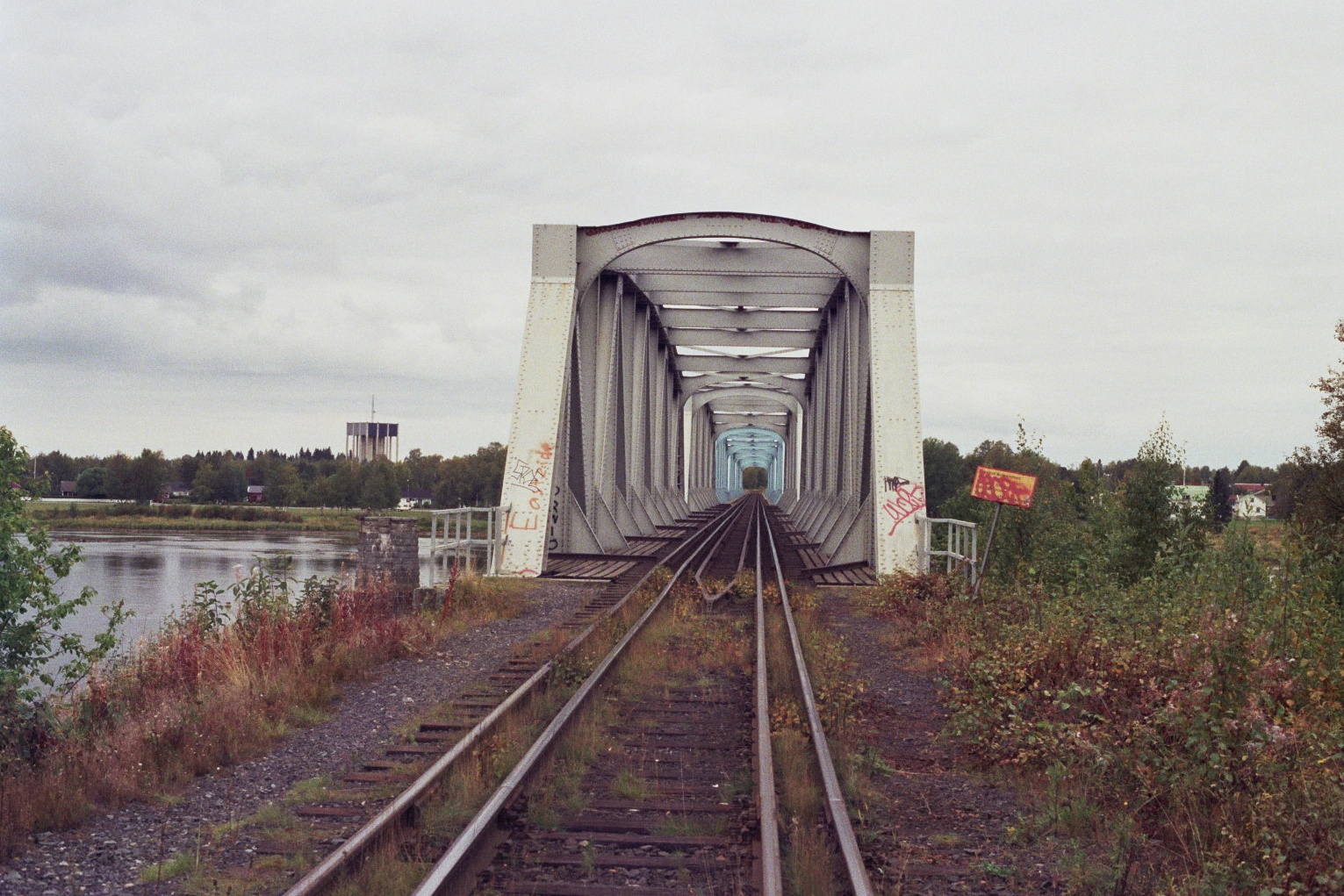
Most přes řeku Torne s dvojrozchodnou železnicí

Haparanda je spojena se švédskou národní železniční sítí přes Haparandabanan (Haparandskou železniční trať). Most mezi Haparandou a Torniem je jediným přímým spojením mezi švédskou a finskou železniční sítí. Tyto dvě sítě využívají odlišné železniční rozchody, a kvůli tomu je při přejezdu státní hranice vyžadována výměna podvozku či přesun nákladu na jiný vagon. Mezi Haparandou a Torniem vede dvojrozchodná železniční trať, umožňující vlakům s dvěma různými podvozky jezdit po jedné trati.

## Stavby ve městě

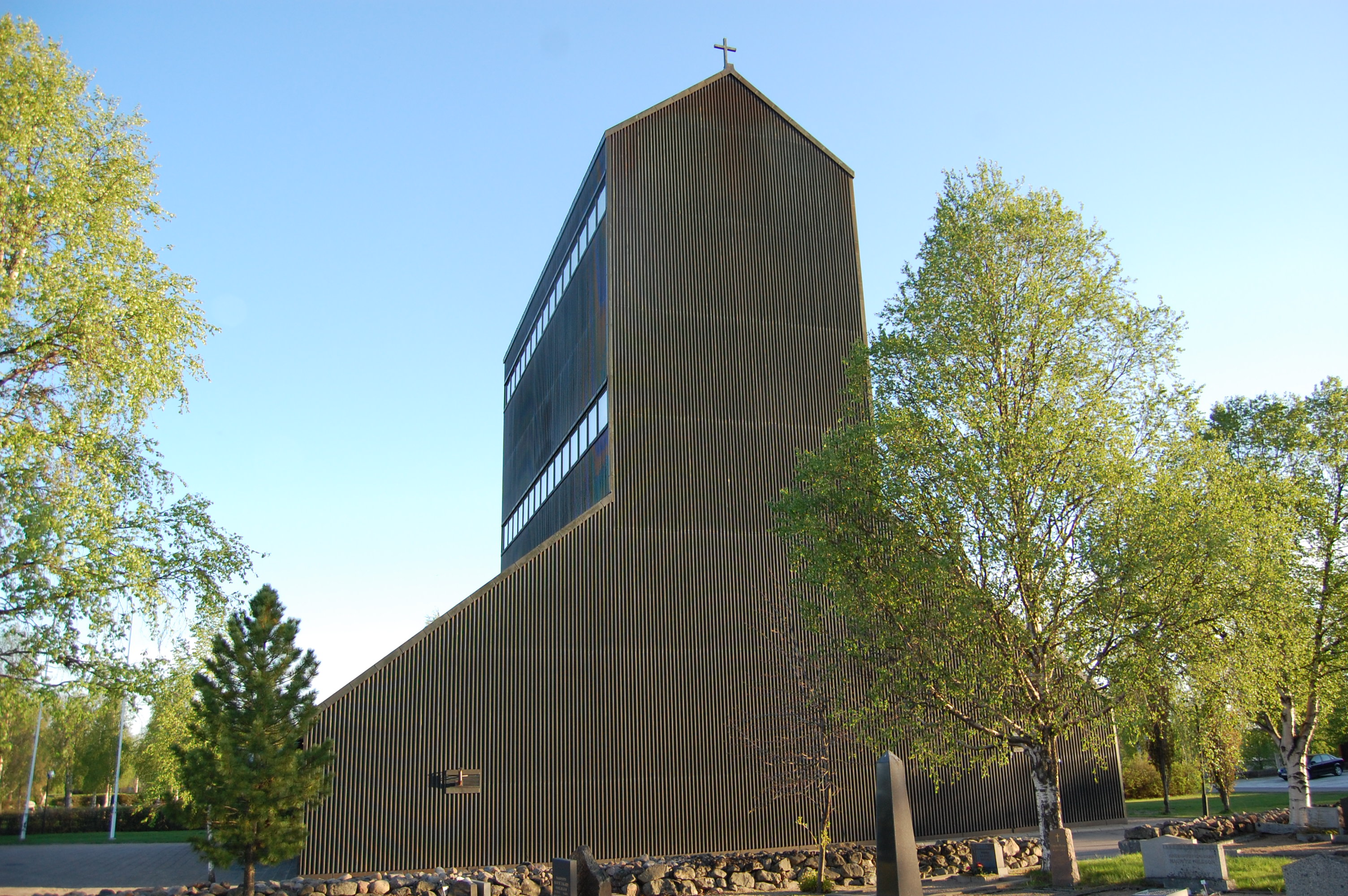
Kostel v Haparandě, postaven v roce 1967

Nový obchodní dům IKEA byl otevřen 15. listopadu 2006 v nové obchodní zóně na hranici s finským městem Tornio a stal se tak nejsevernějším obchodním domem IKEA na světě. Přestože lze platit pouze švédskými korunami, ceny a značky v obchodě jsou jak ve švédštině, tak ve finštině. Tento obchod ročně přiláká přibližně dva miliony návštěvníků. I přesto, že obchody v Haparandě samy přijímají eura i švédské koruny, mnoho jich bylo zavřeno z důvodu zahraniční konkurence.[zdroj?]

## Ochrana životního prostředí
Na území komuny Haparanda, přibližně 25 km od města leží národní park souostroví Haparanda, vyhlášený v roce 1995.